# А ако това е любов?
А ако това е любов? (рус.А если это любовь?, ранният вариант на името е „Как е възможно да се случи?“)  - Съветски игрален филм, заснет през 1961 г. от режисьора Юли Райзман.
Първите филмови роли на Александра Назарова, Андрей Миронов и Евгений Жариков. Филмът предизвика дискусия в пресата и идеологическите власти.

## Сюжет
Десетокласниците Ксения и Борис един ден разбират, че ги свързва нещо повече от просто приятелство. Първото плахо чувство се сблъсква с подигравките на съучениците и грубата намеса на възрастните - преди всичко на учителите...

## Създатели
- Режисьор - Райзман, Юли Яковлевич
- Сценаристи: Олшански, Йосиф Григориевич, Руднева, Нина Исаевна, Юли Райзман
- Оператор - Александър Харитонов
- Композитор - Шчедрин, Родион Константинович

## В ролите
- Жана Прохоренко
- Игор Пушкарев
- Александър Назаров
- Нина Шорина
- Юлия Цоглин
- Наталия Батирева
- Андрей Миронов
- Евгений Жариков
- Анатолий Голик
- Надя Федосова
- Олга Шахова
- Лена Шкаликова
- Анна Павлова
- Виктор Хохряков
- Мария Андрианова
- Мария Дурасова
- Анастасия Георгиевска
- Нина Белобородова
- Евгений Бикадоров